# Dichelonyx valida
Dichelonyx valida är en skalbaggsart som beskrevs av Leconte 1856. Dichelonyx valida ingår i släktet Dichelonyx och familjen Melolonthidae. Inga underarter finns listade i Catalogue of Life.